# Weiler (Adelsgeschlecht, Weiler im Allgäu)

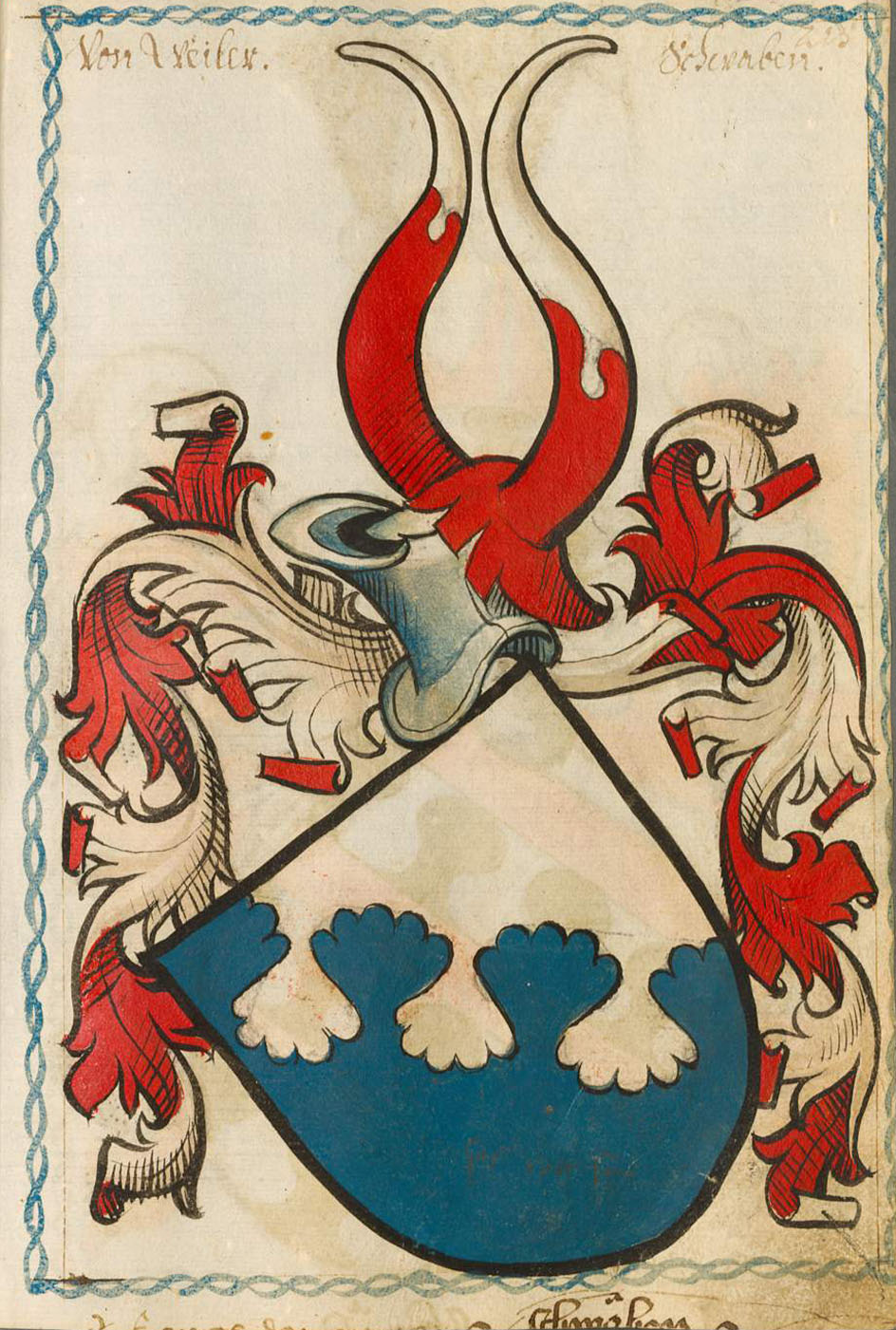
Wappen der Weiler zu Altenburg

Wappen der Herren von Weiler in Rot, später übernommen vom Markt Weiler im Allgäu

Die Herren von Weiler waren ein schwäbisches Adelsgeschlecht, das sich in die Linien Altenburg und Scheiben aufteilte. Die Stammburg der Familie war die Altenburg bei Weiler im Allgäu.

## Geschichte
Die Herren von Weiler hatten Lehnen vom Kloster St. Gallen, später vom Grafen von Montfort. Burkhard von Weiler wurde als wird als erster der Herren von Weiler im Jahr 1212 urkundlich erwähnt, als er an der Burgbesetzung von St. Gallen teilnahm. Weitere Nennungen sind Rudolf von Weiler 1246 und Ulrich von Wilar 1258 & 1273. Ab 1352 waren die Herren von Weiler die Patronatsherren der Pfarrkirche Möggers. Im Jahr 1428 wird die Siebersquelle durch die Herren von Weiler erschlossen. 1472 wird Wilhelm von Weiler zusammen mit Hans von Laubenberg für den Mord an Conrad Inderbünd in die Acht versetzt, aus der sie im gleichen Jahr wieder gelöst wurden. 1483 stiftete er zusammen mit seinem Vetter Burkart von Weiler zur Scheiben auf dem Friedhof in Weiler die Kapelle Unserer Lieben Frau. Anna von Weiler stiftete zusammen mit ihrem Mann Hans Ulrich von Schellenberg das Hospital zum Heiligen Geist in Kißlegg. Auch das Leprosorium in Bremenried wurde von den Herren von Weiler errichtet. Mit dem Tod Hans Wilhelms im Jahr 1557 erloschen die Herren von Weiler im Mannesstamm. Die Töchter verkauften die Herrschaft Altenburg mitsamt Burg 1569 an das Haus Habsburg, die fortan von einem Vogt, später vom Oberamt Bregenz verwaltet wurden. Die Verwaltung saß in der Altenburg und später im Amtshaus – heutiges Rathaus – in Weiler. 1806 ging das Gericht Altenburg in das Landgericht Weiler über.
Neben der Altenburg zählten auch die Burg Oberscheiben, die Burg Schreckenmanklitz und die Burg Thurn zum Besitz der Herren von Weiler.

## Stammtafel (Auszug)
Die Herren von Weiler zu Altenburg
1. Rudolf (1248/1298)
  1. Wilhelm (1309)
    1. Ursula (1397), Kloster Lindau

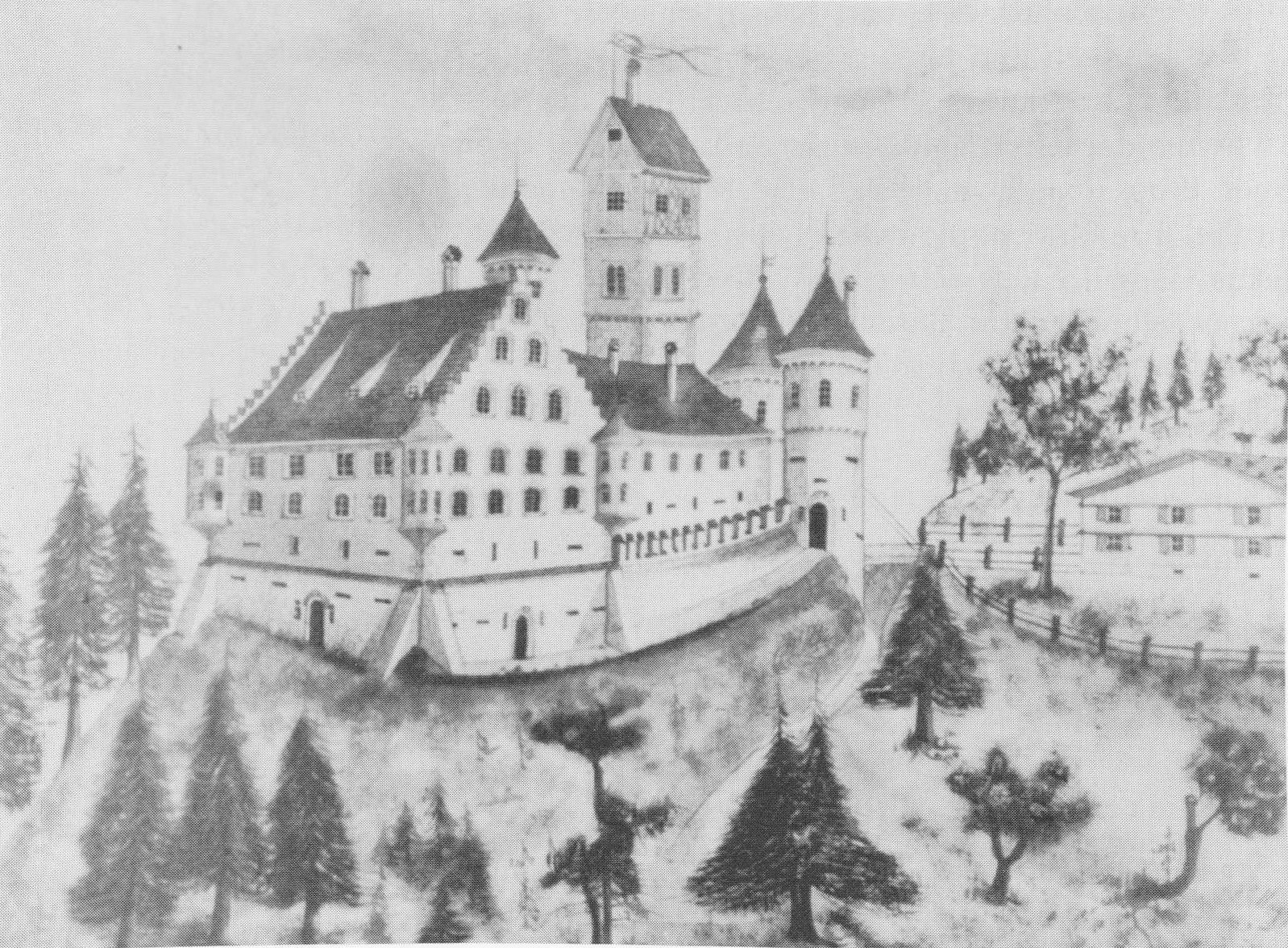
Schloss Altenburg um 1570

    2. Jos (1358/1403) ⚭ Siguna von Sax
      1. Agnes (1471)
      2. Veronika (1462/1480)
      3. Eberhard (1398 † 1439)
        1. 1. Hans Rudolf (1433 † vor 1448) ⚭ Margareta von Summerau, 2. Heinrich von Sonzen
          1. Rudolf (1475), Deutsch-Ritter
          2. Wilhelm (1448/1487) ⚭ Apollonia von Syrgen
            1. Eberhard (1453 † 1542)
            2. ⚭ Agnes von Büchishausen († 1512)
              1. Georg Lorenz (1542 † 1551)
                1. Caspar
                2. Dietrich
                3. Rudolf
                4. Burkart ⚭ Hilde von Humpis
                  1. Hans von Weiler, Geistlicher

            3. ⚭ Ursula von Schellenberg († 1514)
              1. Anna (1575) ⚭ Ulrich von Schellenberg

            4. ⚭ Hildegard von Reitnau
              1. Eberhard (1542 † 1552) ⚭ Anna von Landegg
              2. Hans Wilhelm (1516 † 1557) ⚭ Dorothea von Aue
                1. Siguna ⚭ Sebastian Schenk von Stauffenberg
                2. Hildegard († 26. April 1631) ⚭ Jörg Christoph von Rietheim zu Remshart und Stetten
                3. Sohn (*1553 †1553)

              3. Barbara ⚭ Burkart von Kaltental
              4. Adelhaid ⚭ Konrad von Ostheimer
              5. Ursula (1477) ⚭ Heinrich von Syrgen

          3. Albrecht (1448)
          4. Hans
            1. Apollonia (1497) ⚭ Wilhelm Blarer von Wartensee

        2. Eberhard (1432/1492)
        3. Heinrich

      4. Elisabeth (1462) ⚭ Heinrich von Sulmatingen
      5. Ursula (1403)
      6. Albrecht

    3. Elisabeth (1397), Kloster Lindau
    4. Rudolf († 1377)

Die Herren von Weiler zur Scheiben
1. Rudolf von Weiler (1298/1326) ⚭ Guta von ?
  1. Burkart (1307) ⚭ ? von Schellenberg
    1. Conrad (1361 † vor 1433) ⚭ Greta von Reichen
      1. Burkart († vor 1437) 1. ⚭ Hilt von ?, 2. Anna von Heimhofen
        1. Oswald († vor 1437), Deutsch-Orden
        2. Hans († vor 1437), Kloster Kempten
        3. Rudolf (1432 † vor 1465) ⚭ 1. Anna von Summerau, 2. Beatrice von Homburg
          1. Eberhard
            1. Lörtheim (1501)

        4. Burkart (*1406/1472) ⚭ Magd. Bürgin
          1. Elisabeth (1461) ⚭ Albrecht Rueh
          2. Ursula († 1475), Äbtissin von St. Stephan, Augsburg
          3. Burkart (1438 † 1536)
            1. Margaretha (1534/1553) ⚭ Scheck von Nieder-Montani
            2. Katharina (1553) ⚭ Wilhelm von Liechtenstein auf Karneid
            3. Beatrix (1553) ⚭ Heinrich Fueger von Neumelans

          4. Rudolf ⚭ Ursula von Neidegg
          5. Veit ⚭ Christine von ?

        5. Conrad (1409/1444), Deutsch-Orden
        6. Klara (1420) ⚭ Lutz von Hornstein
        7. Anna (1436) ⚭ Hans von Werdenstein

      2. Hans (1326/1364/1399), Pfarrer in Ravensburg
      3. Dietrich (1326)
      4. Heinrich

    2. Burkhart (1361/1399) ⚭ Guta von ?
    3. Rudolf (1362/1367)

  2. Heinrich (1339)
  3. Dietrich (1309/1326)
  4. Rudolf († vor 1343) ⚭ 1. N. von Ebersberg, 2. Agnes von Lierheim
    1. Rudolf (1343)
    2. Anna (1343/1367) ⚭ Gaudenz von Laubenberg

  5. Hans (1326)